# Formwandler

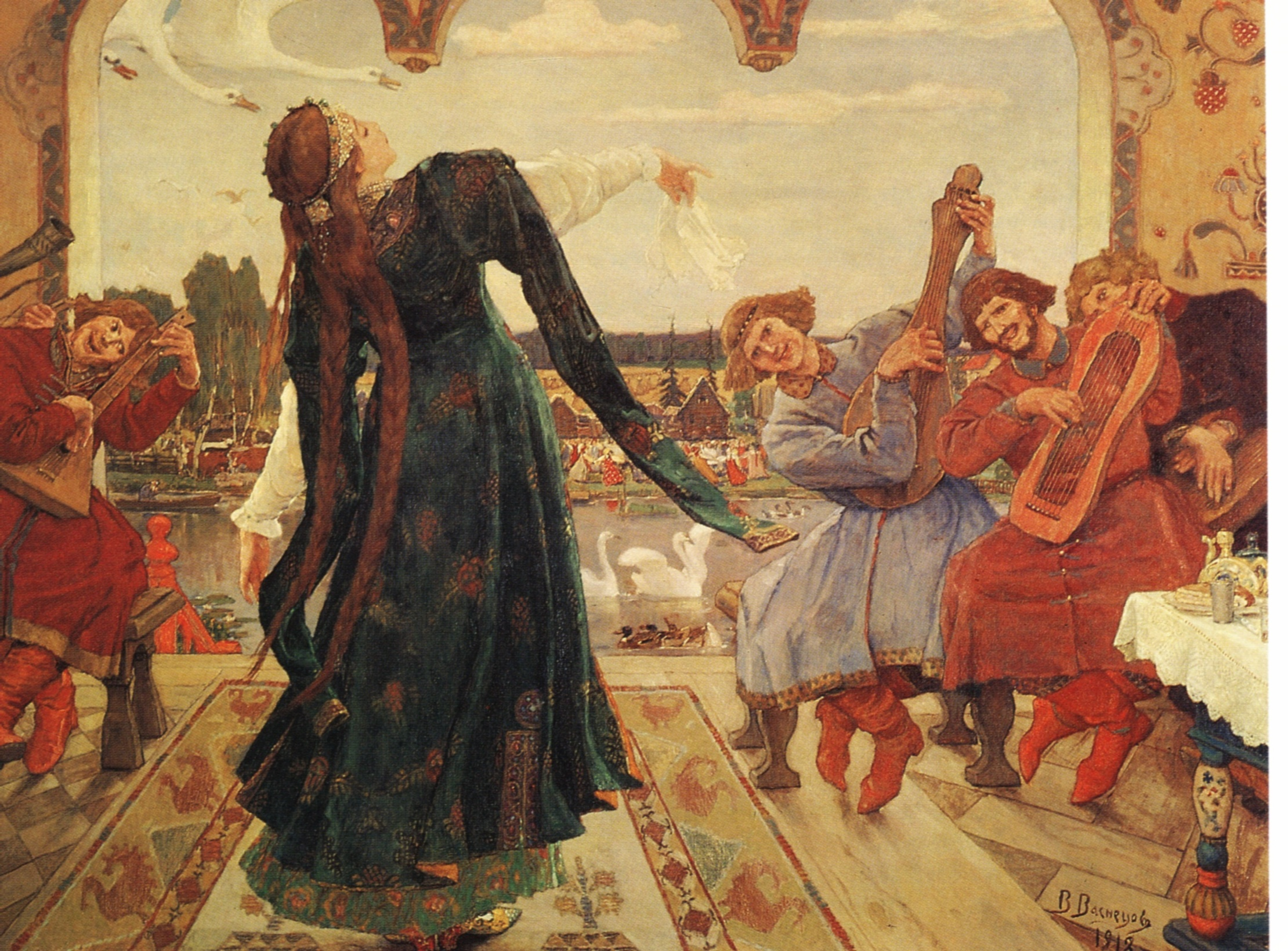
Die Froschprinzessin von Wasnezow: Metamorphose vom Frosch zur Prinzessin (1918)

Der Begriff Formwandler, Gestaltwandler oder Metamorph bezeichnet fiktive Wesen oder auch Sagengestalten, die ihre eigene äußere Form verändern können. Diese Möglichkeit wird vor allem von Fantasy- und Science-Fiction-Autoren sowie in Comics und Filmen genutzt, aber auch in einigen Volksmythen kommen Formwandler vor, wie zum Beispiel die japanischen Hengeyōkai und der islamische Heilige al-Chidr.

## Begriffsherkunft
Der Begriff Metamorph geht auf das griechische Wort „metamorphosis“ (altgriechisch: μεταμόρφωσις= Umgestaltung) zurück, welches allgemein als Gestaltwechsel oder Verwandlung übersetzt wird. Dieses bezieht sich dabei eher auf eine natürliche und irreversible oder einmalige Formwandlung.
Als Gestaltwandler wurde bereits der germanische Gott Odin bezeichnet, der sich in Tiere wie Vögel oder Schlangen verwandeln konnte, um so ferne Orte aufzusuchen. In den isländischen Sagas tauchten schon früh die „hamingjur“ (Gestaltwandler) auf, diese besitzen die Fähigkeit sich in Tiere zu verwandeln. Die Bezeichnung stammt laut Rudolf Simek vermutlich von „ham-gengja“, jemand, der seine „hamr“ (Hülle, Körper) gehen lassen kann. Auch Hexen wurden in spätmittelalterlichen Sagen manchmal als „ham-hleypa“ (Hüllenläuferin) bezeichnet.
Formwandler (englisch shapeshifter) können sich in Tiere, Pflanzen oder von einer menschlichen Gestalt in eine andere verwandeln, wobei sie auch das Alter, die Ethnie oder das Geschlecht wechseln können. Auch eine innere Transformation einer Figur kann als Formwandlung angesehen werden, wie sie sich beispielsweise in Robert Louis Stevensons Roman The Strange Case of Dr. Jekyll and Mr. Hyde aus dem Jahr 1886 darstellt. Ähnlich ist auch die Verwandlung des Hulk oder anderer Superhelden aus dem Marvel-Universum konzipiert. Das Lexikon der Filmbegriffe zählt auch die filmischen Meisterverbrecher Fantômas, Dr. Mabuse, Fu Manchu oder Keyser Soze zu diesen Formwandlern.

## Gestaltwandler in Film, Geschichten und Literatur
Aus der Literatur und der Verfilmung von Romanvorlagen sind viele Werke bekannt, die Formwandler thematisch behandeln. Oftmals kommen Vampire oder Werwölfe in diesen Werken vor, daneben gibt es aber auch Märchen und Volkssagen, die darauf zurückgreifen. J. R. R. Tolkien griff das Motiv des Formwandlers in seiner Mittelerdemythologie ebenfalls auf. Im Buch Der Hobbit ist es beispielsweise die Figur des dort als Pelzwechsler bezeichneten Beorn, dessen Name Ähnlichkeiten mit dem altnordischen Helden Böðvarr Bjarki aus der Hrólfs saga kraka oder zum Beowulf aufweist. Die Figur des Beorn verhält sich zudem gemäß einer altnordischen Vorstellung von Menschen, die befähigt waren, ihre Gestalt zu verändern, wie beispielsweise der Berserker Úlfheðnar (Wolfshäuter) oder Kveldúlfr (Abendwolf), der Großvater des Helden Egil aus der Egils saga, der sich des Nachts in einen Wolf verwandelte und in dieser Zeit eine Gefahr darstellte, wie es auch bei der Beschreibung von Beorn in Der Hobbit sowie im Buch und Film Harry Potter und der Gefangene von Askaban der Fall ist.
- Eine Art kann von der eigenen (meist menschlichen) Form in die einer anderen Spezies (meist Tiere) wechseln. Bekannte Beispiele sind Werwölfe, (siehe auch Lykanthropie), Katzenmenschen und Vampire. In einigen Volksmythen kommt auch der Wechsel von einer tierischen in die menschliche Form vor, zum Beispiel die Kitsune (Rotfüchse) in der japanischen Mythologie, die sich in Menschen verlieben können und dann die Gestalt von hübschen, jungen Frauen annehmen, um diese Männer zu heiraten. Sie verschwinden jedoch, sobald der Mann bemerkt, dass seine Frau eine Kitsune ist.
- In der Regel kann ein Formwandler lediglich zwischen zwei Gestalten wechseln, Ausnahmen bilden sehr starke oder alte Wesen. So kann sich Dracula in manchen Sagen in einen Wolf, eine Fledermaus, einen Vampir in Menschengestalt und in Nebel verwandeln. Der Nebel kann auch als Zustand zwischen den Verwandlungen angesehen werden.
- Eine weitere Art von Formwandlern kann nur eine andere Form innerhalb der eigenen Spezies annehmen, wie die Facedancer aus Frank Herberts Dune oder der Charakter Mystique aus der Marvel-Comicreihe X-Men. Im Film Star Trek VI: Das unentdeckte Land hilft die Chameleonitin Martia, eine andere Form des Formwandlers, Captain Kirk und Dr. McCoy zur Flucht vom klingonischen Strafasteroiden Rura Pente.
- Auch die Figuren der Kinderserie Barbapapa sind in der Lage sich in eine beliebige (Tier-)Gestalt zu verwandeln.
- Die letzte Art von Formwandlern hat keine richtige eigene Form und kann fast beliebige Formen annehmen. Dazu gehören zum Beispiel der T-1000 aus dem Film Terminator 2 und der T-X aus dem Nachfolgefilm Terminator 3 – Rebellion der Maschinen, die aus einem synthetischen Flüssigmetall bestehen, sowie Odo aus der Star-Trek-Serie Deep Space Nine, dessen Spezies zu den sog. Gründern zählt, die in ihrer natürlichen Form eine Flüssigkeit sind und sich mit wachsender Erfahrung in fast alles verwandeln können – sogar in leuchtendes Gas.[5] Im Roman Das Problem der verdossenen Brücke – unter anderem, einem Pastiche auf A. J. Raffles und Sherlock Holmes, nimmt eine außerirdische Lebensform zahlreiche Gestalten an, neben der verschiedener Menschen auch die eines Sessels und einer Brücke.
- Ebenso jedwede Form können Irrwichte annehmen, die aus den Harry-Potter-Romanen und -Filmen bekannt sind. Im Gegensatz zu den zuvor genannten „pluripotenten“ Gestaltwandlern, deren Formveränderung dem eigenen Willen unterworfen ist, nehmen diese die Gestalt an, die den Ängsten desjenigen, der ihnen begegnet, entspricht. Wenn also jemand Angst vor Spinnen hat, verwandeln sie sich in eine Spinne. Auch bei ihnen ist keine ursprüngliche Form gegeben.
- Der Antagonist in der Kurzgeschichte Who Goes There? (1938) von John W. Campbell Jr., den darauf basierenden Verfilmungen von 1951 und 1982 sowie dem Prequel von 2011 ist ebenfalls den Formwandlern zuzuordnen. Wobei er in den zwei letzteren Filmen einzelne Körperzellen seiner Gegner übernahm und kopierte. Sich also in anderen Lebewesen versteckte, ohne das es diesen bewusst wurde.
- Ghule werden oft als Gestaltwandler angesehen.
- Heute dient Formwandler auch als Namensgeber für Firmen, die auf Umgestaltung oder Erneuerung ausgerichtet sind, etwa ein Berliner Fitnessstudio[6] oder eine Frankfurter Webdesign Agentur[7]
- Asiatische Erzählformate arbeiten ebenfalls oft mit Formwandlern. Diese sind sowohl in gezeichneten Mangas wie z. B. Akira (Katsuhiro Otomo 1982–1990) oder  Naruto (Masashi Kishimoto 1999–2014) vertreten, als auch in Anime-Adaptionen (z. B. Akira). Anime-Regisseur Hayao Miyazaki lässt unter anderem in seinem mit dem Oscar prämierten Werk Chihiros Reise ins Zauberland (2001), aber auch in weiteren Filmen (wie Prinzessin Mononoke) Formwandler, die mitunter Gottheiten repräsentieren.
- In der US-amerikanischen Fernsehserien Charmed – Zauberhafte Hexen und Supernatural werden Formwandler von den Protagonistinnen der Serie bekämpft, sie sind aber auch Teil von Serien wie Akte X – Die unheimlichen Fälle des FBI und Fringe – Grenzfälle des FBI.